# Estrabax
Estrabax (Strabax) fou un escultor grec. És conegut per una inscripció en un pedestal a l'acròpoli enfront del pòrtic occidental; aquest pedestal porta dues inscripcions: una al davant que indica que correspon a una estàtua erigida per l'Areòpag, i una altra a dalt, que diu:  ΣΤΠΑΒΑΞΕΠΟΗΣΕΝ. Per la forma de les lletres se li assigna com època la meitat del segle IV aC.